# Lulú de noche
Lulú de noche es una película española dirigida por Emilio Martínez Lázaro.

## Argumento
Germán Ríos (Antonio Resines) es un director de teatro cuyo próximo trabajo será la representación de Lulú, una prostituta deseada por muchos hombres que acabó en manos de Jack el Destripador.

## Reparto
| Actor               | Personaje            | Notas                                |
| ------------------- | -------------------- | ------------------------------------ |
|                     |                      |                                      |
| Amparo Muñoz        | Nina                 |                                      |
| Antonio Resines     | Germán Ríos          |                                      |
|                     |                      |                                      |
| Patricia Adriani    | Lola                 |                                      |
| Asunción Balaguer   | Josefina             |                                      |
| Fernando Vivanco    | César Valle          |                                      |
| Pilar Marco         |                      |                                      |
| El Gran Wyoming     | Paco                 |                                      |
| Chus Lampreave      | Farmacéutica #2      |                                      |
| Bárbara Tardón      |                      |                                      |
| Yelena Samarina     | Actriz               |                                      |
| Luis Hostalot       |                      |                                      |
| Ricardo Palacios    | Propietario Jazz Bar |                                      |
| Estanis González    | Policía              |                                      |
| Margarita Calahorra | Farmacéutica #1      |                                      |
| Fernando Sotuela    | Sacerdote            |                                      |
| Mercedes Camins     |                      |                                      |
| Concha Gómez Conde  | Vecina               | Acreditada como Concha Gómez-Conde   |
| Ángel Muñoz Alonso  | Ángel                | Acreditado como El Maestro Reverendo |
| Jesús Fernández     | Juanín               |                                      |
| Fernando Salas      |                      |                                      |
| Antonio Chamorro    | Recepcionista hotel  |                                      |
| Mapi Galán          | Ella misma           | Acreditada como Mappi Galán          |
| José Luis Baringo   |                      |                                      |
| Florindo Tomás      |                      |                                      |
| Emilio Fuentes      |                      |                                      |
| José Ramón Pardo    | Policía              |                                      |
| Santos Salazar      |                      |                                      |
| Julio Pérez Perucha | Julio Pérez Perrucha |                                      |
| Francisco Llinás    | Quintanilla          | Acreditado como Francisco Llinas     |
| Laura Bayonas       | Laura                |                                      |
| Ángeles Caso        | Ella misma           |                                      |
| Rosa María Mateo    | Ella misma           |                                      |
| Pope John Paul II   | Ella misma           |                                      |

- Datos: Q5984785